# Viseszláv horvát fejedelem
Viseszláv (horvátul: Višeslav, latinul: Vuissasclavus) a horvátok egyik feltételezett első fejedelme a 9. században, aki a pápa és Bizánc támogatásával uralkodott. A horvátok az ő uralma alatt harcoltak a frankok ellen. A vezetése alatt álló horvát erők és a Frank Birodalom hadserege közötti háborúban 799 őszén esett el Trsat ostroma során Erik friuli őrgróf, frank vezér. Végül 803-ban a Pax Nicephori alapján a horvátok elfogadták a frank uralmat.
Viseszláv létezése sem bizonyított. Nevét egyedül egy keresztelőkúton található latin felirat említi, amelyet róla Viseszláv keresztelőkútjának neveznek. A keresztelőkutat a 19. században Velencében, a Giudecca szigetén lévő San Salvatore kapucinus kolostorban találták, 1853-ban pedig a Correr Múzeumba került. 1942-ben a zágrábi Strossmayer galériából származó olasz mester által alkotott két festményre cserélték el, ma pedig a spliti Horvát Régészeti Múzeumban őrzik.  A kút felirata latin nyelvű, egy János (Iván) nevű pap nevét említi, aki Viseszláv herceg idejében keresztelt embereket Keresztelő János tiszteletére.

## Viták a keresztelőkút eredetéről
A keresztelőkút feliratából kiderül, hogy Viseszláv „dux” (herceg) volt, de nem tudni, melyik nemzeté.  A keresztelőkút és a nini Szent Kereszt-templom összefüggésére nem találtak elegendő bizonyítékot.  A keresztelőkút keltezésének kérdése tárgyában a művészettörténeti, illetve paleográfiai elemzések alapján számos elmélet született. A legtöbb kutató (Lj. Karaman, L. Jelić, F. Šišić, S. Gunjača, T. Raukar, V. Delonga) ma egyetért abban, hogy a keresztelőkút a 9. század első negyedében készült, és elvetették azokat az eddigi elemzéseket, melyek szerint a 9. század végén (I. Kukuljević Sakcinski, G. Ferrari-Cupilli, F. Rački) illetve a 11. században (M. Šeper, N. Klaić) készítették.  Mivel a felirat és a megtalálási körülmények nem teszik lehetővé a keresztelőkút Horvátországgal való összekapcsolását, nincs alapja annak az állításnak, hogy Viseszláv horvát fejedelem lett volna, mint ahogy az a régebbi történettudományi művekben gyakran megtalálható. Kukuljevićnek azt az állítását, miszerint Viseszláv Mihajlo Višević zahumljei herceg apja lett volna, valamint az azonosítására tett egyéb kísérleteket nem lehet bizonyítani. Csak annyi bizonyos, hogy valamely szláv népcsoport fejedelme volt azon a területen, ahol a Karolingok uralmának első évtizedeiben terjedt el a kereszténység.